# 卡拉特拉卡
卡拉特拉卡，是西班牙安达卢西亚自治区马拉加省的一个市镇。 总面积22平方公里，总人口835人（2001年），人口密度38人/平方公里。